# Ортис Кофер, Джудит
Джудит Ортис Кофер (англ. Judith Ortiz Cofer; 24 февраля 1952 — 30 декабря 2016) — американская писательница из Пуэрто-Рико. Она писала в различных литературных жанрах: рассказы, поэзия, эссе, автобиография, произведения для молодежи, получила признания критиков, её произведения были отмечены наградами; была почетным регентом и профессором английского языка и современного литературного творчества в Университете Джорджии, где она в течение 26 лет вела семинары по данному предмету для студентов и выпускников. В 2010 году Ортис Кофер была занесена в Зал славы писателей Джорджии, а в 2013 году она получила университетскую премию Юго-Восточной конференции 2014 года за достижения факультета.
Ортис Кофер в своих произведениях опиралась на личный опыт пуэрто-риканской американской женщины и рассказы членов семьи. Работая в различных жанрах, она исследовала женские проблемы, латиноамериканскую культуру и культуру Южной Америки, её работы объединяют частную жизнь и общественное пространство через личностные изображения семейных отношений и подробные описания мест, пересекают воспоминания и воображение. Её статьи в настоящее время хранятся в Библиотеке редких книг и рукописей Харгретта Университета Джорджии.

## Биография

### Ранние годы
Джудит Ортис Кофер родилась в семье Хесуса Луго Ортиса и Фанни Морот в Хормигуэросе, Пуэрто-Рико, 24 февраля 1952 года. В 1956 году она переехала с семьей в Патерсон, штат Нью-Джерси. Морот родила Джудит, когда ей было пятнадцать лет. Молодые родители считали, что в Америке у них будет больше возможностей. Несмотря на страсть её отца к учебе, он бросил школу и поступил в ВМС США: когда родилась дочь, он находился в Панаме. Спустя два года он впервые встретился с Джудит. Переезд её семьи из Пуэрто-Рико в Нью-Джерси повлиял на творчество Джудит. «Зови меня Мария» — это роман для молодых людей, опубликованный в 2004 году, в котором рассказывается о переезде девочки-подростка из Пуэрто-Рико в Нью-Йорк. Частые переезды и жизнь между двух городов: Патерсоном и Хормигеросом, мешали образованию и общественной жизни Ортис, об этом она упоминала в своих мемуарах «Тихие танцы: частичное воспоминание о пуэрто-риканском детстве». Основное образование она получила в Патерсоне; когда они жили в Пуэрто-Рико, она училась в местных школах там. В Пуэрто-Рико Ортис Кофер жила в доме своей бабушки.
Переезды между Пуэрто-Рико и Нью-Джерси сильно повлияли и на ее стиль письма, поскольку она смогла противопоставить две культуры. В 1967 году, когда Ортис было пятнадцать, ее семья переехала в Огасту, штат Джорджия, где она жила до своей смерти (2016 год). Там она училась в средней школе Батлера. Джудит и ее брат Роналду изначально сопротивлялись переезду семьи на юг, однако по прибытии в Джорджию она была поражена яркими красками и растительностью по сравнению с серым бетоном городской жизни в Патерсоне.

### Академическая и литературная карьера
Ортис Кофер получил степень бакалавра по английской литературе в Колледже Огаста, а позже — степень магистра английской литературы в Атлантическом университете Флориды. В начале своей карьеры Ортис Кофер выиграла стипендии Оксфордского университета и Конференции писателей о хлебе, которые позволили ей начать свой путь. Кофер свободно владела английским и испанским языками и работала двуязычным учителем в государственных школах округа Палм-Бич, Флорида, в течение 1974—1975 учебного года. После того, как она получила степень магистра и опубликовала свой первый сборник стихов, она стала преподавателем английского языка в Университете Майами в Корал-Гейблс. В 1984 году Ортис Кофер поступила на факультет Университета Джорджии в качестве профессора английского языка и современного литературного творчества. После 26 лет обучения студентов и аспирантов Ортис Кофер вышла на пенсию из Университета Джорджии в декабре 2013 года.
Ортиз Кофер наиболее известна своими творческими научными работами, однако, ее писательская деятельность в себя включала так же поэзию и короткие художественные произведения, детские книги, автобиографии, мемуары. Кофер начала свою писательскую карьеру с поэзии, которая, по ее мнению, выражала «суть языка». Одной из ее первых книг была «Перегрина» (1986), победившая на международном конкурсе «Риверстоун». Она получила различные награды, такие как гранты от Фонда Виттера Биннера и Совета по делам искусств Джорджии, а также стипендии от Национального фонда искусств в области поэзии, Bread Loaf Writers' Conference и Совет изящных искусств Флориды. В 2010 году Ортис Кофер была включена в Зал славы писателей Джорджии.

### Смерть
В июле 2014 года Ортис Кофер вскоре после выхода на пенсию диагностировали рак печени. Она умерла 30 декабря 2016 года в своем доме в округе Джефферсон, штат Джорджия. 27 января 2017 года прошла поминальная служба, после чего последовал прием в Демосфеновском зале. Она похоронена на кладбище города Луисвилл, штат Джорджия.

## Награды и почести
- 1986, Международный конкурс чтецов в Риверстоуне за ее первый сборник стихов, Перегрина[3]
- 1990, «Тихие танцы: частичное воспоминание о детстве в Пуэрто-Рико» было удостоено специальной цитаты ПЕН-клуба / Марты Альбранд в документальной литературе[3]
- В 1990 году эссе «More Room» было удостоено премии Pushcart Prize, которая отмечает работы, опубликованные в небольших издательствах[3]
- 1991 г. эссе «Тихие танцы» было выбрано в номинации «Лучшие американские эссе 1991 г.»[3]
- 1994 г. — первый выходец из Латинской Америки, получивший премию О. Генри за рассказ «Латинский гастроном»[3].
- 1995 г. Американская библиотечная ассоциация назвала «Остров, подобный тебе: истории Баррио» одной из лучших книг года для молодежи[3].
- 1995 г. — награда Дж. Хаттена Ховарда III Университета Джорджии, вручающая преподавателям, продемонстрировавшим заметный потенциал в преподавании курсов с отличием в начале своей педагогической карьеры.
- В 1996 году Ортис Кофер и иллюстратор Сьюзан Гевара стали первыми лауреатами премии Pura Belpre в области латиноамериканской детской литературы[9].
- 1998, Премия Альберта Крист-Дженера Университета Джорджии
- 1999 г., Премия профессора Франклина
- 2006, Признание Риджентс-профессора
- 2007, Премия за достижения наставника от Ассоциации писателей и писательских программ[3]
- 2010, введение в Зал славы писателей Джорджии[10]
- 2011, Премия губернатора Джорджии в области гуманитарных наук
- 2013 г., Премия Юго-Восточной конференции Университета Джорджии за заслуги перед факультетом. Этой наградой награждается один преподаватель из каждой школы SEC и присуждается приз в размере 5000 долларов США[3].

## Литературное творчество
Работы Ортиса Кофера во многом можно отнести к категории творческой документальной литературы. На создание её произведений сильное влияние оказали рассказы её бабушки, которая придерживалась традиции обучения через рассказывание историй, популярного среди пуэрто-риканских женщин. Автобиографические работы Ортис Кофер часто фокусируются на ее попытках совместить свою жизнь между двух культур: американской и пуэрто-риканской, и на том, как этот процесс влияет на ее писательские способности. В ее работе также исследуются такие темы, как расизм и сексизм в американской культуре, мужское начало и расширение прав и возможностей женщин в пуэрто-риканской культуре, а также проблемы, с которыми иммигранты из диаспоры сталкиваются в новой культуре. Среди наиболее известных эссе Ортис Кофер — «История моего тела» и «Миф о латинской женщине», перепечатанные в The Latin Deli.
Центральная тема к которой Ортис Кофер снова и снова возвращается в своем творчестве — это язык и сила слов создавать и формировать идентичности и миры. Когда Ортис Кофер росла, родным языком для неё был испанский, в школе она познакомилась с английским, который стал ее функциональным языком и языком её творчества. В начале своей жизни Ортис Кофер осознала, что ее «главным оружием в жизни является общение», и чтобы выжить, ей нужно было свободно владеть тем языком, на котором говорили в том месте, где она жила.
Ортис Кофер считала, что в жизни важно не событие, а память, которую эти события создают. Это были воспоминания, за которые мы, люди, цепляемся, и наш разум искажает то, как мы хотели бы воспринимать эти события. Она проверила свою теорию, попросив мать и брата вспомнить одно и то же событие. Когда они оба по-разному описали одно и то же событие, она пришла к выводу, что память человека о событии основана на многих других факторах, таких как пол, раса и даже эмоциональная ситуация. Этот феномен стал основой ее письма. Ортис Кофер написала много разных вещей в свое время, например, личные эссе, стихи и даже романы. В каждой из своих работ она подчеркивает тот факт, что это ее собственное представление истины и что каждый вспоминает событие по-разному. Она говорила: "Если кто-то возражал, я уверяла их, что я не собиралась опорочить их или исказить правду, но я хотела дать свое представление об этом. Мои намерения были скорее поэтическими, чем генеалогическими ".

## Основные работы

### Латинский гастроном
«Латинский гастроном» / Latin Deli — это сборник стихов, личных сочинений и художественной литературы. В этих историях есть один центральный предмет — латиноамериканцы, живущие в Соединенных Штатах. Все они, латиноамериканцы, имеющие различное происхождение, связаны между собой своими корнями, «встроенными в коллективные корни в Европе, Африке и Новом Свете». Одним из основных аспектов работы является то, что «единообразие и уникальность качеств не исключают друг друга, и что воспоминания о прошлом и надежды на будущее могут быть переплетены ежедневно». Ортис Кофер передает это, используя истории жизни пуэрториканцев в районе Нью-Джерси. Это прямо параллельно ее собственному воспитанию в Соединенных Штатах.

### Тихие танцы: частичное воспоминание о пуэрто-риканском детстве
«Тихие танцы: частичное воспоминание о пуэрто-риканском детстве» — это сборник эссе и стихов, в которых подробно рассказывается о детстве Ортис Кофер. Она переезжает из своей деревни в Пуэрто-Рико в новую жизнь в Патерсоне, штат Нью-Джерси. Она рассказывает о том, с чем столкнутся дети военных родителей, как и она столкнулась, благодаря своему отцу, служившим в ВМС США. Как и многие пуэрториканцы, ее отец покинул остров в надежде на лучшую жизнь. Кроме того, есть проблема лояльности, когда Ортис Кофер чувствует путаницу между своим предпочтением Соединенных Штатов, месту, где она выросла, и своей верностью Пуэрто-Рико, своей собственной родине. Это обычная проблема для многих мигрантов.

### Остров, подобный тебе: Истории Баррио
«Остров, подобный тебе: Истории Баррио» — это сборник из двенадцати рассказов о пуэрто-риканских подростковых персонажах в районе Нью-Джерси. Рассказы написаны для молодой взрослой аудитории. Как и многие известные произведения Ортис Кофер, он основан на ее воспитании пуэрто-риканского подростка в Соединенных Штатах. Коллекция была названа одной из лучших книг года для молодежи Американской библиотечной ассоциацией в 1994 году. В 1996 году она также получила первую в истории медаль Pura Belpré за повествование. 12 историй происходят в одном районе и часто переплетаются, хотя у каждого есть свой сюжет. Некоторые персонажи появляются более чем в одной истории, что позволяет читателю увидеть их как с их собственной точки зрения, так и с точки зрения другого персонажа.

### Линия Солнца
«Линия Солнца» — это роман, опубликованный в 1989 году, в котором рассказывается история пуэрто-риканской семьи с конца 1930-х по 1960-е годы. Испанский перевод романа под названием La Línea del Sol был также опубликован в 1996 году. Первая половина романа повествует о жизни семьи в Пуэрто-Рико и сосредоточена на персонаже дяде Гусмане. Вторую половину романа рассказывает старшая дочь семейства Марисоль. В этой половине семья переезжает из Пуэрто-Рико в многоквартирный дом в Патерсоне, штат Нью-Джерси, а затем в пригород Нью-Джерси. Этот роман основан на жизни Ортис Кофер, но также включает в себя вымышленные моменты. Роман исследует тему культурной самобытности и дает реалистичную иллюстрацию опыта пуэрто-риканских мигрантов.

#### Многожанровые произведения
Латинский гастроном: проза и поэзия (1993), U of Georgia Press, ISBN 978-0820315560. Второе издание: (2010), University of Georgia Press, ISBN 9780820336213/The Latin Deli: Prose and Poetry (1993), U of Georgia Press, ISBN 978-0820315560. Second edition: (2010), University of Georgia Press, ISBN 9780820336213
Год нашей революции: новые и избранные рассказы и стихи (1998), Arte Publico Press, ISBN 1558852247/The Year of Our Revolution: New and Selected Stories and Poems (1998), Arte Publico Press, ISBN 1558852247
Тихие танцы: частичное воспоминание о пуэрто-риканском детстве (1990)/Silent Dancing: A Partial Remembrance of a Puerto Rican Childhood (1990)
Американская история (1993)/American History (1993)

#### Поэзия
История любви, начинающаяся на испанском языке (2005), University of Georgia Press, ISBN 0820327425/A Love Story Beginning in Spanish
Reaching for the Mainland and Selected New Poems (1995), Bilingual Press, ISBN 092753455X/Reaching for the Mainland and Selected New Poems
Условия выживания (1987), Arte Publico Press, ISBN 1558850791/Terms of Survival

#### Проза
Линия Солнца (1989), University of Georgia Press, ISBN 0820313351/The Line of the Sun
Уроки из жизни писателя: материалы для чтения и ресурсы для учителей и студентов (2011), в соавторстве с Харви Дэниелсом, Пенни Киттл, Кэрол Джаго и Джудит Ортис Кофер, Хайнеманн, ISBN 0325031460/Lessons from a Writer’s Life: Readings and Resources for Teachers and Students
Женщина перед солнцем: становясь писателем (2000), University of Georgia Press, ISBN 0820322423/Woman in Front of the Sun: On Becoming A Writer
Сон с одним открытым глазом: писательницы и искусство выживания (1999), редактор Мэрилин Каллет, University of Georgia Press, ISBN 0820321532/Sleeping with One Eye Open: Women Writers and the Art of Survival
Беседы с миром: американские женщины-поэты и их работы (1998), участник Той Деррикотт, Trilogy Books, ISBN 0962387991/Conversations with the World: American Women Poets and Their Work

#### Молодежная литература
Если бы я мог летать (2011), Фаррар, Штраус и Жиру, ISBN 0374335176/If I Could Fly
Зовите меня Мария (2004), Scholastic, ISBN 0439385784/Call Me Maria
Значение Консуэло (2003), Фаррар, Штраус и Жиру, ISBN B008AFRU8W/The Meaning of Consuelo
Riding Low on the Streets of Gold; Латиноамериканская литература для молодых взрослых (2003), Arte Publico Press, ISBN 1558853804/Riding Low on the Streets of Gold
Остров, подобный вам: Истории Баррио (1995), Scholastic, ISBN 0531068978/An Island Like You: Stories of the Barrio

#### Детские книги
Поэт наверху (2012), иллюстрированный Оскаром Ортисом, Piñata Books, ISBN 1558857044/The Poet Upstairs (2012), illustrated by Oscar Ortiz, Piñata Books, ISBN 1558857044
Джамбори животных / La Fiesta De Los Animales: латиноамериканские народные сказки / Leyendas (2012), Piñata Books, ISBN 1558857435/Animal Jamboree
Bailar! / Let’s Dance (2011), проиллюстрировано Кристиной Энн Родригес, Piñata Books, ISBN 1558856986

#### Брошюры
Родной танцор (1995), ASIN: B00I6G9STO
Перегрина (1986), Центр искусств Poets of the Foothills, Riverstone Press, ISBN 0936600063
Латинские женщины молятся (1980), The Florida Arts Gazette Press, ASIN: B008A2A5GY

#### Прочие произведения
Triple Crown: Chicano, Puerto Rican, and Cuban-American Poetry (1997), Bilingual Press, ISBN 0916950719
The Mercury Reader, A Custom Publication (2005), Pearson Custom Publishing, ISBN 053699840X
Quixote Quarterly, Summer 1994 (Vol. 1, No. 1), Chuck Eisman, ISBN 0964219808
The Kenyon Review, Summer / Fall 1998 (Vol. 20, No. 3/4). Kenyon College, ASIN: B001NODMH0.